# Pablo Emilio Moncayo
Pour les articles homonymes, voir Moncayo (homonymie).
Pablo Emilio Moncayo, né le 26 février 1978 à Sandoná (Nariño) est un militaire colombien ayant le grade de brigadier (cabo), enlevé par les FARC le 21 décembre 1997 et libéré unilatéralement le 30 mars 2010.

## Biographie
Pablo Emilio Moncayo naît et grandit à Sandoná, dans le sud-ouest de la Colombie. Il est l'aîné des cinq enfants de la famille. Après son service militaire, il décide de s'engager dans l'armée, et est fait prisonnier peu après par les FARC au cours de la prise de la base de télécommunications du Cerro de Patascoy. Avant sa libération, il était avec Libio José Martinez le plus ancien otage détenu par la guérilla. Son père Gustavo Moncayo a mené une action énergique pour faire connaître le sort de son fils et des autres otages, portant symboliquement des chaînes comme celles des otages, et réalisant une marche de plusieurs semaines le menant à Bogota pour sensibiliser l'opinion publique à cette question. Cette marche lui vaut le surnom de « Marcheur pour la paix » (caminante por la paz).
Les FARC annoncent le 16 avril 2009 leur intention de libérer unilatéralement Pablo Moncayo et de le remettre à une commission dirigée par la sénatrice Piedad Córdoba, représentante du groupe « Colombiens et colombiennes pour la paix » qui a déjà obtenu précédemment la libération de six otages en février 2009. Dans la même communication, la guérilla annonce qu’elle renonce à sa demande de démilitarisation de certaines régions du territoire colombien comme prélable aux négociations pour la libération des otages politiques. Le président colombien Álvaro Uribe dénonce quant à lui un « show politique » de la part des FARC.
Moncayo est finalement libéré le 30 mars 2010 et remis à une commission de garants, dont la sénatrice Piedad Córdoba, l'évêque Leonardo Serna et un représentant du Comité international de la Croix-Rouge (CICR).